# Omiécourt
Omiécourt foi uma comuna francesa na região administrativa de Altos da França, no departamento de Somme. Estendia-se por uma área de 5,54 km². Em 2010 a comuna tinha 241 habitantes (densidade: 43,5 hab./km²).
Em 1 de janeiro de 2017, passou a formar parte da nova comuna de Hypercourt.